# Willie O'Ree

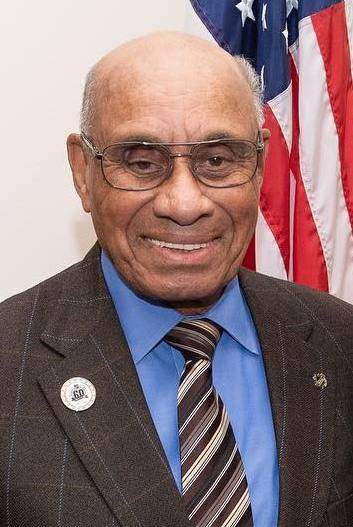

Willie O'Ree (Fredericton, Nuevo Brunswick, 15 de octubre de 1935) fue un jugador profesional canadiense de hockey sobre hielo que se desempeñaba como extremo. Se trata del primer deportista de raza negra que jugó en un equipo de la National Hockey League (NHL), la liga más importante en esta disciplina. Por su contribución a romper las barreras raciales en el deporte estadounidense ha sido galardonado con el Trofeo Lester Patrick y forma parte del Salón de la Fama del Hockey sobre Hielo.

## Biografía
O'Ree desarrolló la mayoría de su carrera en equipos de las ligas menores de hockey sobre hielo, hasta que en 1958 los Boston Bruins de la National Hockey League le contrataron para suplir a un jugador lesionado. El 18 de junio de 1958 O'Ree debutó en un partido oficial ante Montreal Canadiens, convirtiéndose así en el primer jugador de raza negra en la historia de esa liga. Aquel año O'Ree solo disputó dos partidos y volvió a equipos de las ligas menores, pero en la temporada 1960-61 regresó a los Bruins como miembro fijo y disputó 43 partidos, con un registro de 4 goles y 10 asistencias en toda su carrera profesional.
En las ligas menores tuvo un papel más significativo, al haber logrado dos títulos de máximo anotador en la Western Hockey League con un máximo de 38 goles en las ediciones de 1964-65 y 1968-69. Los clubes donde más jugó fueron Los Angeles Blades y San Diego Gulls, y cuando tenía 43 años se retiró del deporte profesional.

### Repercusión en el hockey
Willie O'Ree está considerado un pionero del hockey sobre hielo, de forma similar a Jackie Robinson en las Grandes Ligas de Béisbol, por su contribución a romper las barreras raciales en el deporte estadounidense y evitar situaciones discriminatorias. No obstante, en 1950 ya hubo un deportista de raza negra, Art Dorrington, que firmó un contrato profesional con los New York Rangers aunque sin llegar a jugar un solo minuto.

Después de que dejara los Bruins en 1961, no hubo otro jugador de raza negra hasta trece años después, cuando los Washington Capitals seleccionaron en el draft de 1974 a Mike Marson. O'Ree declaró lo siguiente sobre el racismo de algunos aficionados:
Los insultos racistas eran mucho peores en las ciudades estadounidenses que en Toronto y Montreal (...) Los aficionados gritaban «vuelve al Sur» o «¿por qué no estás cogiendo algodón?», cosas de ese estilo. Pero no me importaba. Yo solo quería ser jugador de hockey y si ellos no podían aceptarlo era su problema, no el mio.
En 2003 la National Hockey League reconoció su aportación nombrándole «embajador de la diversidad» y director de desarrollo de jóvenes promesas, además de premiarle con el Trofeo Lester Patrick. En noviembre de 2018 fue incluido en el Salón de la Fama del Hockey sobre Hielo.